# Zaturce
Zaturce (ukr. Затурці) – wieś na Ukrainie w rejonie włodzimierskim obwodu wołyńskiego.
Do 2020 w rejonie łokackim. 
W Zaturcach urodzili się:
- Wacław Lipiński (Wiaczesław Łypynski) (1882–1931) – ukraiński pisarz polityczny polskiego pochodzenia, twórca ukraińskiej myśli konserwatywnej.
- Bolesław Kontrym (1898–1953) – polski pogranicznik i policjant, major Wojska Polskiego, cichociemny, żołnierz Armii Krajowej.

## Zabytki
- Kościół pw. św. Trójcy i Marii Magdaleny – Pierwszy kościół drewniany wystawił w 1620 r. Jan Łahodowski, kasztelan wołyński. Nowy w stylu barokowym wybudowany został w 1642 r. przez Waleriana Podhorodyńskiego - miecznika wołyńskiego. Konsekracji dokonał w 1646 r. bp Mikołaj Krasicki - sufragan łucki. W 1916 r. kościół został uszkodzony przez artylerię rosyjską. Odbudowany przez parafian w latach 1932–1933. W kościele znajdował się cudowny obraz Matki Boskiej Pocieszenia (obecnie w Teratynie). Po II wojnie światowej  kościół został zamieniony na magazyn budowlany i skład chemikaliów. Od 1990 r. jest stopniowo odbudowywany. Dawniej we wsi był klasztor augustianów.  W 1939 r. proboszczem był ks. Gracjan Rudnicki.
- Dwór rodziny Lipińskich – obecnie siedziba muzeum pamięci Wiaczesława Lipińskiego